# Gottfried von Passau
Gottfried von Passau auch Gottfried I. († 16. April 1285 in Nürnberg) war von 1283 bis 1285 der 41. Bischof von Passau.

## Leben und Wirken
Der Westfale, vermutlich aus Osnabrück stammend, war Protonotar König Rudolfs von Habsburg. Seinem Vorschlag folgend, wählte das Passauer Domkapitel Gottfried am 11. Februar 1283 zum Bischof. Die Weihe fand am 7. März 1283 in Salzburg statt. Gemeinsam mit Heinrich, dem Bischof von Regensburg, war er erfolgreich als Vermittler in einem Streit zwischen Herzog Albert von Österreich und Herzog Heinrich XIII. aktiv. Im März 1284 veranstaltete Gottfried in St. Pölten eine Synode, auf der man wichtige Beschlüsse zur Förderung des Klerus verabschieden konnte. Darüber hinaus gelang es ihm, die Finanzen des Passauer Bistums zu ordnen.
Er weihte den Chor der Stiftskirche St. Florian bis zum Kreuzaltar westlich des Lettners mit dem Hochaltar und den beiden Altären in den Absiden der Seitenschiffe.
Im Bayerischen Staatsarchiv befindet sich eine Urkunde in der die Geburtsstunde der
5. Jahreszeit (Fasching, Fasnet, Fastnacht, Karneval) aufgezeichnet ist. Bischof Gottfried bestätigt 1283 der Loden- und Tuchmacherzunft den „vastchang“ – ein Fest, ein Umtrunk, in dem ein letztes Mal gefeiert werden darf, bevor am Aschermittwoch die Fastenzeit beginnt.
Seine Gebeine befinden sich in der Bischofsgruft des Passauer Doms.